# Boris Șelkovnikov
Boris Martinovici Șelkovnikov (în rusă Борис Мартынович Шелковников) (n. 1837 - d. 10 februarie 1878) a fost un general rus din armata imperială.
Descendent al unei vechi case nobiliare armene, Șelkonikov s-a născut în Nukha (în prezent Shaki în Azerbaidjan). A participat la Războiul Crimeii. În 1865, în Caucazul de Nord, iar în 1876 a fost numit comandant al regiunii Mării Negre. În timpul Războiului Ruso-Turc din 1877-1878 Șelkovnikov a oprit forțele turcești în atacul lor de la Soci și a capturat Abhazia după ce a învins forțele lui Ahmed Muhtar Pașa într-o luptă în apropriere de Aladzhi. A fost decorat cu Ordinul Sfântului Gheorghe, gradul trei, pe 27 octombrie 1877 pentru victoria sa din Aladzhi.
Divizia lui Șelkovnikov s-a unit cu trupele generalului Ivan Davidovici Lazarev și împreună au mărșăluit să pună stăpânire pe provincia Erzerum pe 2 octombrie. Erzerum a fost capturat a doua zi, iar Șelkovnikov a fost declarat guvernator al provinciei.
După ocuparea funției de guvernator, s-a îmbolnăvit de tifos exantematic, decedând pe 10 februarie 1878.